# مارثا مايجاريس
مارثا مايجاريس (بالإسبانية: Martha Mijares) هي ممثلة مكسيكية، ولدت في 19 يناير 1938 في كاراكاس في فنزويلا، وتوفيت في 18 أكتوبر 2018 في مونتيري في المكسيك.

## وصلات خارجية
- مارثا مايجاريس على موقع IMDb (الإنجليزية)
- مارثا مايجاريس على موقع قاعدة بيانات الفيلم (الإنجليزية)